# Neohaltichella nitigastra
Neohaltichella nitigastra is een vliesvleugelig insect uit de familie van de bronswespen (Chalcididae). De wetenschappelijke naam is voor het eerst geldig gepubliceerd in 1989 door T. C. Narendran.